# Militant
La Tendencia Militante (Militant Tendency en inglés) fue una corriente marxista, creada en 1964, con inspiración trotskista, dentro del Partido Laborista en el Reino Unido. Fue muy poderosa durante los años 70 y 80, llegando a tener unos 10 000 militantes, 200 liberados y un periódico semanal.
Defendía la necesidad de que el Partido Laborista adoptase un programa socialista, basado en la nacionalización de los grandes monopolios y la banca, y el establecimiento de una economía planificada bajo control obrero. 
Después de una serie de expulsiones del laborismo, una parte de sus militantes participaron en la formación del Partido Socialista en Inglaterra y Gales, y del Partido Socialista Escocés en Escocia. 
Asimismo, Militant era la sección británica del Comité por una Internacional de los Trabajadores (CWI/CIT). Otra parte de sus dirigentes, incluyendo a su fundador Ted Grant se escindierón en 1992 y formaron el Comité para un Internacional Marxista.

## Orígenes
Las raíces trotskistas de la Militant Tendency remontan a la Workers' International League, organización trotskista británica creada en 1937; y al Revolutionary Communist Party (RCP), organización trotskista británica creada en 1944.
En 1947, el RCP se dividió por la cuestión de la adopción la táctica del entrismo en el Partido Laborista. Jock Haston y Ted Grant se opusieron a la adopción del entrismo; mientras que Gerry Healy y John Lawrence formaron una facción a favor de la adopción del entrismo. Con el acuerdo de ambos grupos, la Cuarta Internacional dividió la sección británica y la minoría adoptó la táctica del entrismo y, a partir de 1948, publicó el periódico Socialist Outlook (Perspectiva Socialista).
Por otra parte, la corriente que rechazaba la adopción de la táctica del entrismo, empezó a darse cuenta de las dificultades de mantener una acción política al margen del Partido Laborista con el fin de la militancia en tiempos de guerra. La membresía y la influencia del RCP comenzaron a declinar. Los nuevos regímenes en la Europa Oriental provocaron un mayor debate dentro del RCP, como lo hicieron dentro de la Cuarta Internacional en su conjunto. La dirección del RCP en torno a Haston fue más cautelosa con respecto a declarar que estos nuevos regímenes eran estados obreros degenerados que la dirección de la Cuarta Internacional en torno a Ernest Mandel y Michel Pablo.
En ese contexto, se desarrolló un debate sobre si el RCP debería debería disolverse y ingresar al Partido Laborista y la mayoría apoyó la entrada. Sin embargo, una facción se opuso firmemente a la entrada. Esta agrupación del RCP se autodenominó Open Party Faction y estaba cada vez más desilusionada con el liderazgo en torno a Jock Haston y Ted Grant, quienes pensaban que estaban cediendo ante el grupo dirigido por Healy (The Club), como resultado, el PCR se disolvió en 1950, para que sus militantes pudieran afiliarse al Partido Laborista.
En este contexto, la Cuarta Internacional determinó que los militantes del extinto RCP, se unieran al The Club, grupo dirigido por Gerry Healy, conocido como El Club. Mientras tanto, los recién llegados, a pesar de ser mayoría no pudieron ejercer el control democrático del grupo fusionado. En consecuencia, Jock Haston abandonó inmediatamente la política al igual que gran parte del liderazgo restante. Ted Grant tomó la decisión de unirse al grupo fusionado, pero Healy lo purgó y desalentó enérgicamente la disidencia. El motivo aducido para la expulsión de Ted Grant fue la objeción presentada contra la expulsión de algunos de los seguidores de Tony Cliff en Birmingham.
Después de la expulsión, Ted Grant formó, junto con sus seguidores, un grupo llamado International Socialist Group.
En 1956, Ted Grant y sus seguidores se fusionaron con otros partidarios de la Cuarta Internacional en Gran Bretaña. De esta fusión nació la Revolutionary Socialist League (RSL), que, en 1957, fue reconocida como la sección británica oficial de la Cuarta Internacional y, tras la reunificación en 1963, la sección británica del Secretariado Unificado de la Cuarta Internacional. Esto fue posible gracias a la exclusión, en 1953, del grupo dirigido por Heally de la Cuarta Internacional (ver: Escisión de 1953).
La RSL adoptó la táctica del entrismo, por lo que se afilió al Partido Laborista, y comenzó a publicar el periódico: Socialist Fight.
En 1964, el periódico Militant fue fundado, después de que el Secretario Nacional Jimmy Deane, junto con Grant, Keith Dickenson, Ellis Hillman y otros en el ejecutivo de RSL, decidieran liquidar Socialist Fight y comenzar otro periódico, inicialmente, como una publicación mensual de cuatro páginas. Peter Taaffe fue nombrado primer editor y en 1965 se convirtió en secretario nacional.
El nombre del periódico era el mismo que el de la publicación estadounidense del Socialist Workers Party (EE. UU.) (The Militant) y, como resultado, "la mayoría de los pioneros de Militant no quedaron cautivados por la elección del nombre", escribe Taaffe. Pero "Militant representó lo que pretendían sus proponentes: el objetivo de ganar en primera instancia, los sectores más conscientes, combativos, luchadores, es decir, militantes, de la clase obrera". Algunos trotskistas se refirieron al nuevo grupo, todavía conocido internamente como la Revolutionary Socialist League (RSL), como los Grantitas en honor a su principal teórico Ted Grant.
El primer número de Militante se publicó en octubre de 1964 y al principio tenía ocho páginas, la tirada fue de unos modestos 2.000. Se agregó color en la segunda edición del periódico, pero en dos números los editores se vieron obligados a retirarse a una publicación mensual de cuatro páginas. Sus seguidores lograron sostener la revista a través de las ventas y la recolección de donaciones en ese primer año muy difícil.
Inicialmente, el número de adherentes a Militant era muy pequeño, no más de 40 a nivel nacional, y algunos de ellos no eran realmente activos. La base principal de Militant en esta etapa estaba en Merseyside, con pequeñas fuerzas en Londres y Gales del Sur.
En 1963-64, un grupo de estudiantes de la Universidad de Sussex se unió a la organización, entre ellos: Clare Doyle, Bob Edwards, Roger Silverman, Lynn Walsh y Alan Woods.
Los fundadores de Militant tenían raíces en organizaciones laborales y sindicales, especialmente en el área de Merseyside. Jimmy Deane, el primer secretario nacional de Militant, era electricista y coordinador de taller en Cammell Laird en Birkenhead, que, en 1937, se unió al Partido Laborista y fue uno de los pioneros del trotskismo en Merseyside. Taaffe se unió al Partido Laborista en 1960, y "En el Partido Laborista descubrí ideas radicales, socialistas, marxistas y en el curso de la discusión y el debate acepté esas ideas". Taaffe, junto con Ted Mooney y otros partidarios fundadores del Militante, participó en una huelga de aprendices, dirigiendo a los aprendices en English Electric en East Lancashire Road de Merseyside.
Después del Congreso Mundial de 1965 del Secretariado Unificado, la RSL registró diferencias políticas sustanciales con la dirección del Secretariado Unificado y no logró integrar a otros partidarios de la Internacional en Gran Bretaña. El citado Congreso reconoció dos secciones simpatizantes en Gran Bretaña: la RSL y la que se convirtió en el International Marxist Group, lo que llevó a la RSL a dar la espalda al Secretariado Unificado de la Cuarta Internacional.
Militant tuvo un periodo de lento crecimiento durante finales de los años 60 y principios de los 70. En 1970, venciendo a las demás tendencias, ganó la mayoría en el movimiento juvenil del Partido Laborista, las Juventudes Socialistas, y a comienzos de los 80 comenzaron a ganar fuertes apoyos en varias agrupaciones locales del Partido. Sobre estas bases Militant consiguió tener a tres de sus miembros en el Parlamento elegidos diputados laboristas –Dave Nellist, Terry Fields y Pat Wall-.
A principios de los años 70, Militant promovió la creación de una corriente marxista internacional, el Comité por una Internacional Obrera (CWI/CIO). Fueron creadas secciones del CWI en países como España, Alemania, Suecia o Italia, con rápido crecimiento como corrientes en los partidos socialistas y comunistas de esos países.

## Actuación bajo Harold Wilson
En 1964, el Partido Laborista gana las elecciones parlamentarias del Reino Unido y Harold Wilson se convierte en primer ministro del Reino Unido. En ese contexto, el Militant llamó a "No retroceder por parte de los laboristas". de sus promesas, instando a llevar a cabo su prometida nacionalización del acero y la tierra urbana y llamando a que "tome medidas contra los grandes monopolios, consorcios y trusts que dominan la economía"
En abril de 1965, publicó un editorial con el título: "Otra 'promesa' electoral rota", en el que denunció el aumento del gasto en armas nucleares y su retención por parte del Partido Laborista, contrario a su compromiso con el desarme nuclear.
Además, el periódico apoyó la lucha sindical contra la política de rentas del gobierno laborista, argumentando que la única solución a largo plazo a los problemas que enfrenta la clase trabajadora era acabar con el capitalismo a través de una transformación socialista de la sociedad, a nivel nacional e internacional.
Razón por la cual, en septiembre de 1965, publicó un editorial con el título: "Nacionalizar los 400 Monopolios".
En 1969, el gobierno laborista publicó un libro blanco titulado: In Place of Strife (En lugar de lucha), que contenía propuestas para contener el poder de los sindicatos. En este contexto, Militant apoyó la campaña contra la aprobación de tales propuestas y cuando éstas fueron derrotadas, el secretario nacional de Militant, Taaffe, describió cómo "los sindicatos y el Movimiento Laborista lograron una tremenda victoria al obligar al gobierno laborista a retractarse de su legislación antisindical propuesta".

## El ascenso

### 1970s
En 1970, Militant compró locales que antes pertenecían al antiguo Independent Labour Party. En septiembre de 1971, el periódico Militante pasó a ser quincenal, aunque todavía de cuatro páginas, y, en enero de 1972, pasó a ser semanal. A fines de 1972 se convirtió en un semanario de 8 páginas.
Para 1972, los partidarios de Militant en el Labour Party Young Socialists (Jóvenes Socialistas del Partido Laborista) habían obtenido una clara mayoría en su Comité Nacional. En 1973, la conferencia de los "Jóvenes Socialistas" atrajo a mil delegados y visitantes. Taaffe afirma que Militant tenía 397 "partidarios organizados" en marzo de 1973, pero en julio del mismo año "había aumentado a 464". En 1965, Militant había reclamado 100 miembros y en 1979 1.621. En 1973, el Partido Laborista abolió la 'lista proscrita' de organizaciones que podían afiliarse al Partido Laborista.

#### Debates sobre el entrismo
A fines de agosto de 1975, el periódico The Observer publicó el primer artículo sobre Militant: "Trot conspirators inside Labour Party" (Conspiradores trotkistas dentro del Partido Laborista), en el que afirmó que: Militant era un "partido dentro de un partido".
En respuesta, Militant afirmó la consonancia de sus políticas con las decisiones de la conferencia del Partido Laborista, que, dijo, demostró su legitimidad como corriente en el Partido Laborista: “Es significativo que todos estos ataques, en particular el de The Observer, no tienen que ver con las ideas de Militant, expresadas abiertamente, que tienen una gran tradición en el movimiento obrero y son la continuación de las ideas de los pioneros del movimiento obrero y de Marx, Engels, Lenin y Trotsky”,
A principios de diciembre de 1976, The Times publicó tres artículos  y un editorial sobre el peligro de la tendencia Militant, que expuso que quería "establecer un grupo de parlamentarios". En ese momento, Ted Grant, se mostró optimista, pues escribió: "Esta cacería de brujas fracasará, entre otras razones, debido al odio justificado y la desconfianza del Partido Laborista por la prensa capitalista y su venenosa propaganda cotidiana contra el movimiento obrero".
En la Conferencia del Partido Laborista de 1972, una resolución que exigía que el gobierno laborista se comprometiera a promulgar "un proyecto de ley habilitador para asegurar la propiedad pública de los principales monopolios", propuesta y secundada por Pat Wall y Ray Apps, partidarios del Militant, fue aprobada.
Pat Wall, más tarde diputado, afirmó: "¡Ningún poder en la tierra puede detener el movimiento obrero organizado!" y "llamó a los laboristas a ganarse a los trabajadores para un programa de toma del poder apoderándose de los 350 monopolios que controlaban el 85 por ciento de la economía". La conferencia acordó llamar al ejecutivo del Partido Laborista:
a formular un plan socialista de producción basado en la propiedad pública, con compensación mínima, de los altos mandos de la economía.
El diario Militant comentó: "Esta es una respuesta a quienes abogan por un lento, gradual, casi imperceptible avance hacia la nacionalización".

#### Finales de la década de 1970
A fines de la década de 1970, el periódico Militant era un semanario de 16 páginas que describía las políticas, actividades y campañas de su organización. A fines de la década de 1970, la tendencia Militant pedía la nacionalización de los 250 monopolios principales, luego 200, en lugar de 350 monopolios, porque las fusiones estaban concentrando aún más la propiedad. Entre 1975 y 1980, el Comité Ejecutivo Nacional del Partido Laborista votó en contra de la expulsión.
Después de la derrota del Partido Laborista en las elecciones generales del Reino Unido de 1979, el Militant argumentó que el Partido Laborista fue derrotado debido a la ira por los recortes de 8 mil millones de libras esterlinas llevados a cabo por el gobierno laborista, luego de la crisis causada por la especulación internacional sobre la libra y la posterior visita del Fondo Monetario Internacional.
También culpó a la restricción fiscal del gobierno laborista de 1978-1979 que, afirmó, dio lugar al "invierno del descontento" (1978-1979), un período de lucha sindical contra la restricción salarial del gobierno, antes de la elección general. Más tarde, Taaffe afirmó:
La dirección laborista, tratando de manejar el capitalismo en un período de crisis, se embarcó en ataques a los niveles de vida de los trabajadores, en particular a través de una serie de políticas salariales... A través de sus políticas durante 1974-1979, los líderes laboristas allanaron el camino para Thatcher.
Inicialmente, Militant se opuso a la Invasión Soviética de Afganistán (en diciembre de 1979), "no por razones abstractas, como [por ejemplo] como resultado de la llamada 'inviolabilidad de las fronteras' o 'agresión', sino por el daño que esta acción causó a la conciencia de los trabajadores de otros países". Decían que el gobierno soviético estaba "siendo totalmente hipócrita" y actuando para defender sus propios intereses.
Pero, posteriormente, Ted Grant y Alan Woods argumentaron que, sin embargo, ahora que las tropas soviéticas estaban allí, no podían irse y permitir la victoria de los muyahidines respaldados por Estados Unidos: "Estos miembros de la tribu [son] 'masas oscuras', atrapados en la penumbra de la barbarie". Además, sostuvieron que "la burocracia rusa y sus partidarios afganos están, en efecto, llevando a cabo las tareas de la revolución democrática burguesa en ese país".

### 1980s
A comienzos de los años 80 el ala izquierda del Partido, con una gran participación de Militant, ganó la dirección del Partido Laborista en Liverpool y la alcaldía de la ciudad, comenzando un programa de construcción de miles de viviendas, zonas verdes, polideportivos, etc., y enfrentándose al gobierno conservador de Margaret Thatcher, que, con el apoyo de la dirección nacional del Partido Laborista, boicoteó[cita requerida] económicamente a Liverpool, por tener un Ayuntamiento donde se ponía en práctica una política socialista. En 1985-1987 la dirección del Partido Laborista disolvió la Agrupación del Partido en Liverpool y el gobierno suspendió el mandato de los concejales electos, aunque volvieron a ganar las elecciones con un 57% de los votos. Entre finales de los 80 y comienzos de los 90 Militant lideró[cita requerida] en el movimiento de masas contra el poll tax que consiguió echar atrás la impopular tasa y al final lograr la dimisión de Margaret Thatcher en 1990. 
Así mismo, como marxistas, representaban una corriente importante en el Partido Laborista[cita requerida]. Militant, además de publicar un periódico semanal, se organizaba de forma leninista, con un Comité Central y un Comité Ejecutivo elegidos democráticamente y un régimen interno de centralismo democrático. A finales de los años 80 contaba con cerca de 10 000 militantes, unos 200 liberados, decenas de concejales y tres diputados.
Muchos dirigentes del Partido Laborista, especialmente los de su ala derecha, veían a Militant como una amenaza, por el creciente apoyo que ganaba en muchas agrupaciones del Partido para conseguir un programa socialista. Junto a los grandes medios de comunicación, desarrollaron[cita requerida] una continua campaña de desprestigio y ataques contra Militant, potenciada con la llegada al liderazgo laborista de Neil Kinnock.

#### La expulsión del Partido Laborista
Tras la derrota del Partido Laborista en las elecciones generales del Reino Unido de 1979 ante Margaret Thatcher, James Callaghan permaneció como líder del Partido Laborista durante los siguientes 18 meses antes de dimitir. Después de ese período, el 10 de noviembre de 1980, Michael Foot fue elegido líder del Partido Laborista.
Consciente de su propio pasado y de los de otros miembros de la izquierda laborista, el nuevo líder de Partido Laborista, inicialmente, se opuso a emprender acciones contra Militant. La situación en el Partido Laborista en ese momento finalmente lo forzó.
Según Ken Woolmer, dijeron que "a menos que denunciara a Militant y reconociera que era un cáncer profundo dentro del partido, el partido parlamentario estaba al borde de una división profunda y se iba a desmoronar".
En diciembre de 1981, se estableció un equipo de investigación del Comité Ejecutivo Nacional del Partido Laborista, dirigido por Ron Hayward y David Hughes, entonces el agente nacional del partido. La investigación envió una serie de preguntas a la tendencia Militant. Taaffe, el secretario general del Militant, dijo a la investigación que la junta editorial del Militant constaba de cinco personas, con sesenta y cuatro empleados adicionales a tiempo completo.
La investigación Hayward-Hughes, que se informó en junio de 1982, encontró que Militant era culpable de violar la Cláusula II, sección 3 de la constitución del Partido Laborista. Solo se necesitó una de las cuatro partes de este pasaje para hacer que una organización fuera incompatible con el Partido Laborista: "Programa, principios y política para una propaganda separada y distintiva, con sucursales en los distritos electorales; promoviendo sus propios candidatos para cargos públicos; y, por último, por lealtad a cualquier organización política radicada en el extranjero”.
En palabras de los autores: "Está claro que la Tendencia Militant es un grupo bien organizado[,] controlado centralmente[,] operación dentro del Partido Laborista y es igualmente claro que los partidarios de la Tendencia tienen el control del Partido Laborista Jóvenes Socialistas a nivel Nacional y Regional".
Sin embargo, Crick señaló que muchos otros grupos dentro de la derecha y la izquierda laboristas también habían violado la constitución estrictamente redactada, como Labour Solidarity, el Labour Co-ordinating Committee y la Campaign for Labour Party Democracy, pero que "la aversión a Militant" se había desarrollado "porque ha violado la constitución de manera tan flagrante y, quizás lo que es más importante, de manera tan efectiva".
La investigación propuso la creación de un registro de grupos no afiliados a los que se les permitiría operar dentro del Partido Laborista. Se ha concedido al Militant un plazo de tres meses para ajustarse a las reglas del partido.
En la edición de julio de 1982 de London Labor Briefing, Jeremy Corbyn se opuso a las expulsiones de la organización y dijo que "si las expulsiones están en orden para Militant, también deberían aplicarse a nosotros". En el mismo año, fue el "convocante provisional" de la "Campaña Derrota a la caza de brujas", con sede en la dirección de Corbyn en ese momento.
En septiembre de 1982, Militant realizó una conferencia especial contra la 'caza de brujas' en el Wembley Conference Centre en la que habló Ken Livingstone. Se reclamó una asistencia de 1.622 delegados de los Partidos Laboristas de Circunscripción y 412 delegados sindicales más visitantes, En tales mítines masivos en este período, Militant exhibió dos enormes pancartas a cada lado del escenario, una que mostraba a Marx y Engels y la otra a Lenin y Trotsky.
Un editorial en la edición de septiembre-octubre de 1982 de New Socialist, la revista interna del Partido Laborista, objetó las acusaciones contra Militant:
La expulsión de los principales partidarios del Militante [es] incorrecta. El Partido Laborista siempre ha sido una colección amplia que incluye marxistas entre sus filas. La tendencia Militant, basándose en la crítica de Trotsky al estalinismo, pertenece a esta tradición marxista y tiene un lugar legítimo dentro del Partido Laborista.
Los cargos que se formulan contra Militant de que es 'un partido dentro de un partido' se pueden formular con igual justificación contra cualquier otro grupo dentro del Partido Laborista tanto de izquierda como de derecha...
La existencia misma del Militant y otros grupos dentro del Partido Laborista es una fuente de fortaleza más que de debilidad. Al trabajar para la adopción de políticas y candidatos alternativos, ayudan al funcionamiento democrático del partido.
En la Conferencia del Partido Laborista de 1982 que siguió, se aprobó el informe Hayward-Hughes y se declaró a Militant inelegible para afiliarse al Partido Laborista. Si bien la mayoría de los distritos electorales del Partido Laborista estaban en contra del registro, la moción fue respaldada en la conferencia. Militant finalmente fue proscrito por el Partido Laborista NEC en diciembre después de una votación de 18 a 9.
El 22 de febrero de 1983, después de una votación de 19 a 9, el Comité Ejecutivo Nacional del Partido Laborista decidió expulsar del partido a los cinco miembros del Consejo Editorial de Militant: Taaffe, Grant, Keith Dickinson, Lynn Walsh y Clare Doyle.
Entretanto, los partidarios del Militant recurrieron de la decisión en la conferencia nacional del Partido Laborista en octubre de 1983, donde dos tercios de los delegados de las circunscripciones votaron en contra de las expulsiones, pero la apelación de cada miembro se perdió cuando los sindicatos emitieron sus votos en bloque en una votación de tarjeta, 5.160.000 a 1.616.000 en cada caso, excepto en el de Grant, que obtuvo 175.000 votos extra a su favor.
Lynn Walsh, en su apelación fallida, afirmó: "Militant no es una organización, no es subsidiario ni auxiliar de ninguna organización fuera del partido... Militant fue proscrito como resultado de una investigación totalmente unilateral que actuó sobre informes macartistas y cartas con pluma envenenada de fisgones autoproclamados".
Después de la derrota electoral en 1983, el Comité Ejecutivo Nacional del Partido Laborista acordó prohibir las ventas de Militant en las reuniones del partido y se prohibió a la tendencia Militant usar las instalaciones del partido.
Para 1986 se habían producido 40 expulsiones de simpatizantes del Militant en las filas del Partido Laborista.

#### Apogeo
Michael Crick sostiene que, "Por varias razones, los años 1982 y 1983 probablemente vieron a Militant en su apogeo en términos de influencia dentro del Partido Laborista". Según Crick, entre principios y mediados de la década de 1980, Militant era efectivamente la organización militante más estructurada e influyente de Gran Bretaña (después del Partido Laborista, del Partido Conservador, del Partido Liberal y del Partido Social Demócrata). "Hasta entonces Militant siempre pudo contar con el apoyo de la mayor parte de la amplia coalición de izquierda del partido, aunque en privado muchos izquierdistas eran muy críticos con las tácticas y la política de Militant".
En 1983, dos partidarios del Militante fueron elegidos diputados: Terry Fields y Dave Nellist.
A pesar de la expulsión de varios miembros del Militant del Partido Laborista, la membresía del Militant siguió creciendo, al menos hasta 1986, cuando llegó a más de 8.100, según Crick, quien cita cifras internas, pero agrega una advertencia de que esta cifra puede estar inflada.
En 1986, la recaudación de fondos públicos del Militant alcanzó su punto máximo. En 1964, fijó una meta de £500 en fondos. En 1980 recaudó 94.000 libras esterlinas.
En 1985 y 1986, su Fondo de Lucha, junto con dos llamamientos especiales, recaudó un total de £281.528 y £283.818 respectivamente. En los años 1987 a 1989, la cifra rondaba las 200.000 libras esterlinas, y, en 1990, 182.677 libras esterlinas; en 1991, 154.801 libras esterlinas.
Los eventos públicos del Militant continuaron creciendo incluso después de que su membresía y la recaudación de fondos alcanzaran su punto máximo. Su mayor evento bajo techo fue un mitin en el Alexandra Palace en 1988 al que asistieron casi 8.000 personas.

#### Posición sobre el feminismo y los derechos de los homosexuales
A principios de la década de 1980, se mencionaba a Militant, dentro del movimiento laborista, como refractario a las luchas por los derechos de las mujeres y de los homosexuales, específicamente en el contexto de la reacción al apoyo financiero brindado a los grupos de derechos de los homosexuales por parte del Greater London Council bajo el liderazgo de Ken Livingstone.
Sin embargo, aunque Militant estuvo presente en las secciones de mujeres del Partido Laborista, alegando que, en 1981, cuarenta afiliadas de la organización asistieron a la conferencia de mujeres del Partido Laborista y afirmando estar a la vanguardia en temas de mujeres, se opuso al "feminismo burgués" que culpaba a los hombres por la opresión de las mujeres.
En junio de 1990, el Militant publicó un número de última página apoyando la Marcha del Orgullo de  con el titular de la pancarta "Alto a los ataques".

#### Poll tax
En 1988, la primera ministra Margaret Thatcher inició los preparativos para un Cargo Comunitario para reemplazar las tarifas municipales. En lugar de un pago por hogar basado en el valor catastral de la propiedad, sería adoptado uno impuesto de capitación debía ser pagado por todas las personas mayores de 18 años.
Mientras que, en el otoño de 1988, la conferencia del Partido Laborista había rechazado una campaña de no pago, Militant abogó por una estrategia de no pago y apoyo a los sindicatos fiscales anti-encuesta, comenzando en Escocia. Grant se había opuesto a esta opción, argumentando que los parlamentarios de Militant deberían pagar el impuesto de capitación, en parte para la autoprotección del grupo, pero fue rechazado.
Los sindicatos de impuestos contra las encuestas crecieron durante 1989, y pronto se establecieron organismos regionales y nacionales, que Militant organizó y dirigió. La All Britain Anti-Poll Tax Federation convocó una manifestación en Londres el 31 de marzo de 1990 que provocó un motín en Trafalgar Square. La falta de pago se elevó a 17,5 millones de personas en grave mora, y el gobierno central comenzó a considerar inviable el cargo comunitario.
El impuesto de capitación fue rápidamente abandonado por el nuevo primer ministro John Major. Thatcher calificó la victoria como "una de las mayores victorias para esta gente jamás concedida por un gobierno conservador". El último número de Militant, 31 de enero de 1997, afirmó que el movimiento Anti-Poll Tax derribó a la propia Thatcher.
Taaffe afirmó en "The Rise of Militant" que "Fueron los 18 millones de no pagadores del impuesto de capitación los que fueron decisivos en su caída [de Thatcher]. Enfrentando una masacre electoral si permanecía, los parlamentarios conservadores la derribaron después de once años en fuerza."
Terry Fields, un parlamentario vinculado al Militant, fue criticado por el líder laborista Neil Kinnock, cuando Fields fue encarcelado durante 60 días en julio de 1991 por negarse a pagar su factura de impuesto de capitación de 373 libras esterlinas. En ese momento, Kinnock dijo: "Los legisladores no deben ser infractores de la ley. Siempre lo he dejado claro".
Según Militant, 219 miembros de la organización habían sido expulsados del Partido Laborista en agosto de 1991, pero ahora la mayoría de los miembros de Militant estaban llegando a la conclusión de que su camino a seguir estaba bloqueado en el Partido Laborista.

## Abandono de la táctica del entrismo y la escisión
Hacia finales de los 80, la dirección del Partido Laborista, con Neil Kinnock a la cabeza, comenzó a expulsar a militantes que simpatizaban con Militant. Al mismo tiempo, la tendencia participaba con un papel dirigente en el movimiento contra el Poll Tax, con miembros de Militant como el diputado Terry Fields y el concejal escocés Tommy Sheridan encarcelados por negarse a pagar la tasa. 
En abril de 1991, Militant decidió apoyar la creación de Scottish Militant Labour, una organización política independiente en Escocia.
Al mismo tiempo, decidió apoyar a los candidatos independientes de la Izquierda Amplia en Liverpool que se oponen al Partido Laborista oficial. Los cinco candidatos de la Izquierda Amplia ganaron las elecciones locales de mayo de 1991. Eric Heffer, diputado por el distrito de Liverpool Walton, murió en mayo de 1991, y la Izquierda Amplia decidió presentar a Lesley Mahmood, partidario del Militante, como candidato del "Real Labor" en las elecciones parciales posteriores . Militant respaldó la decisión, pero el ejecutivo de Militant Ted Grant y Rob Sewell se opusieron. Mahmood quedó en tercer lugar, simplemente ahorrando su depósito. Fue el primer paso electoral del grupo fuera del Partido Laborista.
En la reunión, del 14 al 16 de julio de 1991, de la Junta Editorial Nacional del Militant, se presentaron resoluciones de la mayoría, que apoyaba el abandono de la táctica del entrismo (Open Turn); y de la minoría, que apoyaba mantener la táctica del entrismo. En la reunión, se formó una facción en torno a la posición de la minoría, liderada por Ted Grant.
La Junta Editorial Nacional estuvo compuesta por representantes de todas las regiones y áreas de trabajo del Militant, y funcionó como un Comité Ejecutivo Nacional. La resolución de la mayoría, en apoyo de empezar a actuar definitivamente al margen del Partido Laboris, fue adoptada por 46 votos contra 3.
En agosto de 1991, Ted Grant y Alan Woods, que lideraban la facción minoritaria, publicaron: The New Turn - A Threat To Forty Years Work (El nuevo giro: una amenaza para cuarenta años de trabajo).
En ese documento, la minoría argumentó que este cambio de trabajo en el Partido Laborista era una "amenaza para 40 años de trabajo", y que "solo unos 250" partidarios habían sido expulsados, de una membresía que a fines de la década de 1980 era de 8.000. Argumentaron que era irresponsable poner en peligro este trabajo en vista de un giro anticipado hacia la izquierda en el Partido Laborista. "Las condiciones clásicas para el entrismo sin duda surgirán durante la próxima época -dos, tres, cinco o incluso diez años- a medida que se desarrolle la crisis del capitalismo mundial, y especialmente del capitalismo británico".
En respuesta, en septiembre de 1991, la facción minoritaria publicó: For The Scottish Turn: Against Dogmatic Methods In Thought And Action (Por el giro escocés: Contra los métodos dogmáticos en el pensamiento y la acción).
La Mayoría no disputó los números expulsados. Argumentó que "nos enfrentamos a una situación profundamente cambiada". Las políticas y los métodos de la dirección laborista "han llevado a una grave disminución del nivel de actividad dentro del partido [laborista]... Los marxistas son tolerados dentro del partido sólo cuando no representan una amenaza en este momento". El Labour Party Young Socialists (Jóvenes Socialistas del Partido Laborista) había sido cerrado:
Desde principios hasta mediados de los ochenta, teníamos entre cincuenta y setenta delegados en la conferencia anual del Partido Laborista, y dominamos muchos de los debates clave. Para 1987–88, esto se había reducido a entre treinta y cuarenta delegados, y actualmente se reduce a un pequeño puñado. Esto no se ha producido debido a un retiro deliberado del trabajo dentro de los distritos electorales. Refleja el declive de la actividad dentro de los CLP y la caza de brujas contra nuestros compañeros.
En una conferencia especial de Militant en octubre de 1991, después de un largo período de debate y discusión, el 93% de los delegados votaron a favor del "giro escocés". Apoyaron la opinión de que debido a que había "un bloqueo dentro del Partido Laborista, creado por el liderazgo de Kinnock en este momento, tenemos que continuar desarrollando un trabajo independiente y no permitir que nuestra identidad política distintiva se sumerja por miedo a las expulsiones". En Escocia, apoyó "un desvío audaz y abierto para fortalecer nuestras fuerzas".
En octubre de 1991, la facción minoritaria publicó: The New Turn - What Is the Alternative (El nuevo giro: ¿cuál es la alternativa?).
En enero de 1992, tras la salida de la facción minoritaria, se publicó el documento: The Political Roots of the Breakaway (Dos tendencias: Las raíces políticas de la ruptura), revelando por primera vez al gran público las dificultades y frustraciones que rodearon a la dirección del Militant durante el periodo anterior al debate sobre el abandono de la política de entrismo.
En 1991, la tendencia Militant abandonó el Partido Laborista y cambió su nombre a Militant Labour. Ted Grant y Alan Woods, los líderes de la facción minoritaria, fueron expulsados, aunque Militant afirmó que habían establecido una organización alternativa y por eso se habían ido, y señaló: "Lamentamos que Ted Grant se haya dividido de esta manera. Hizo una contribución vital en defendiendo las ideas genuinas del marxismo".
En 1997, Militant Labor cambió su nombre por el de Socialist Party, y el periódico Militant pasó a llamarse The Socialist. Entre 1998 y enero de 2001, la sección escocesa del Comité por una Internacional de los Trabajadores (CIT), Scottish Militant Labour, propuso la formación del Scots Socialist Pairty con varios otros grupos.
La minoría, que defendía seguir trabajando en el Partido Laborista y los sindicatos, liderada por Ted Grant, el dirigente más destacado del núcleo original del Militant, y Alan Woods, fue expulsada del Militant y organizó una nueva corriente conocida por su periódico Socialist Appeal, luego Rob Sewell. Más tarde, la revista se convirtió en un tabloide mensual, luego quincenal. El grupo está afiliado a la Corriente Marxista Internacional, que reclama secciones en más de 40 países.

## Miembros conocidos expulsados del Partido Laborista
- Ted Grant, fundador y editor político (1983)
- Peter Taaffe, editor (1983)
- Terry Fields, diputado laborista (1991)
- Dave Nellist, diputado laborista
- Tony Mulhearn, vicealcalde de Liverpool y Presidente de la Agrupación del Partido Laborista
- Derek Hatton, concejal del Ayuntamiento de Liverpool y vicepresidente del Partido Laborista local(1986)
- Tommy Sheridan, concejal laborista escocés
- Lynn Walsh, miembro del Comité de Redacción (1983)